# Concistori di papa Celestino II

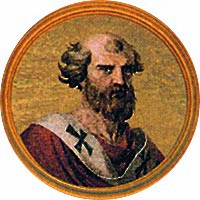
Papa Celestino II

Questa voce raccoglie l'elenco completo dei concistori per la creazione di nuovi cardinali presieduti da papa Celestino II, con l'indicazione di tutti i cardinali creati di cui si hanno informazioni documentarie (14 nuovi cardinali in 3 concistori). I nomi sono posti in ordine di creazione.

## 17 dicembre 1143 (I)
- Raniero, creato cardinale presbitero di Santo Stefano al Monte Celio (morto verso dicembre 1144)
- Ariberto, creato cardinale presbitero di Sant'Anastasia (morto ca. 1156)
- Manfredo, creato cardinale presbitero di Santa Sabina (morto ca. 1158)
- Rodolfo, creato cardinale diacono di Santa Lucia in Septisolio (morto verso settembre 1159)
- Gregorio, creato cardinale diacono di Sant'Angelo in Pescheria (morto nel 1168)
- Astaldo degli Astalli, creato cardinale diacono di Sant'Eustachio (morto verso febbraio 1161)
- Giovanni, Can.Reg. S. Frediano (Lucca); creato cardinale diacono di Santa Maria Nuova (morto alla fine del 1153)
- Giovanni Paparoni, creato cardinale diacono di Sant'Adriano al Foro (morto ca. 1158)
- Ugo, creato cardinale diacono di Santa Lucia in Silice

## Mercoledì delle Ceneri 1144 (II)
- Giulio, creato cardinale presbitero di San Marcello (morto verso aprile 1164)
- Ugo Misini, Can.Reg. S. Maria di Reno, priore del monastero di S. Prassede; creato cardinale presbitero di San Lorenzo in Lucina (morto nel 1150)
- Giacinto Bobone, creato cardinale diacono di Santa Maria in Cosmedin; eletto papa con il nome di Celestino III il 30 marzo 1191 (morto nel gennaio 1198)
- Gregorio, creato cardinale diacono (diaconia ignota)

## Marzo 1144 (III)
- Gezo, creato cardinale presbitero di Santa Susanna (morto nel 1145)